# Rödspetsvivel
Apion frumentarium är en skalbagge som beskrevs 1758 av Carl von Linné. Arten ingår i släktet Apion, familjen spetsvivlar och överfamiljen Vivlar. Arten förekommer i Palearktis och är reproducerande i Sverige. Den är en växtätare som lever på skräppor.

## Bildgalleri

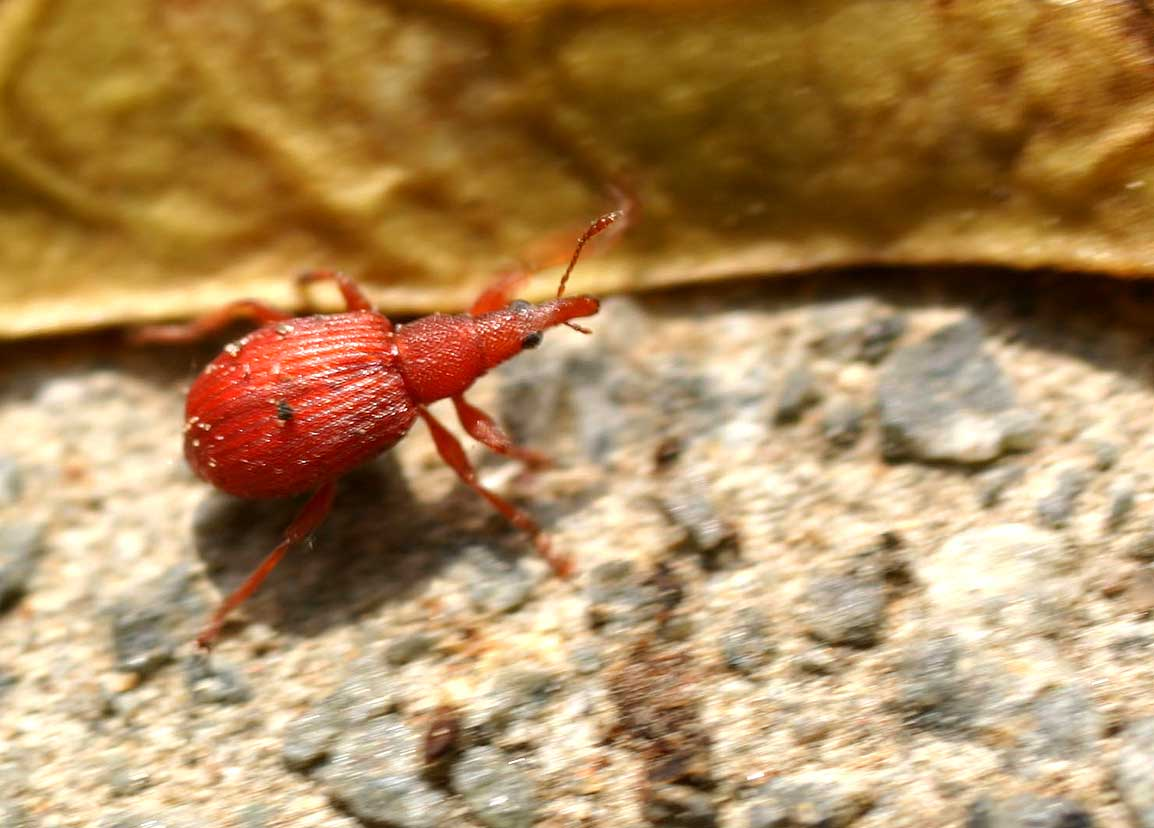
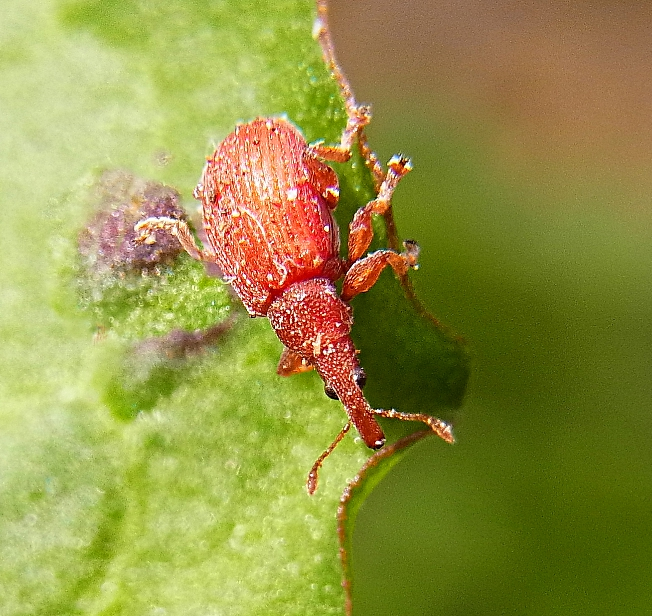
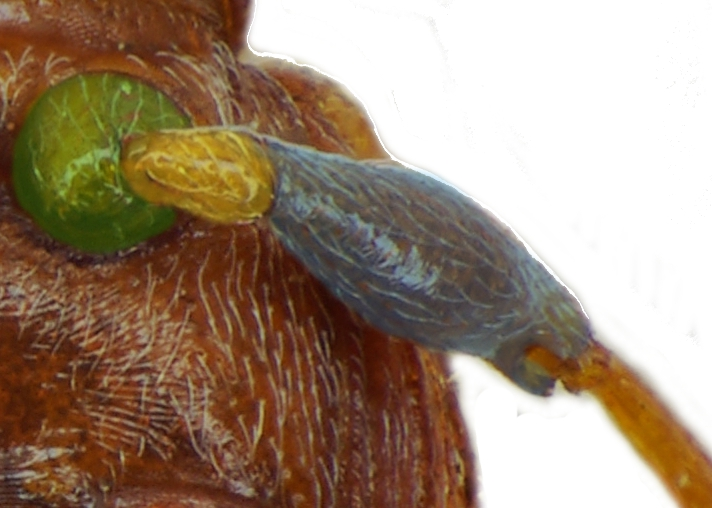
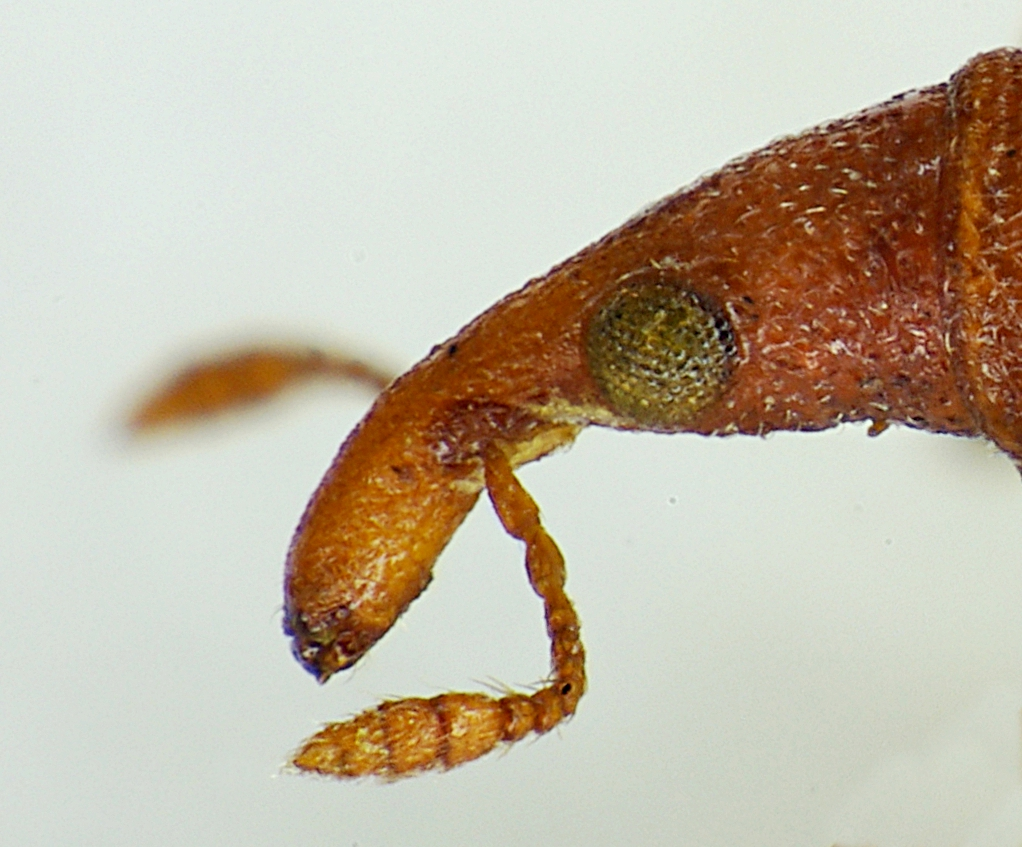
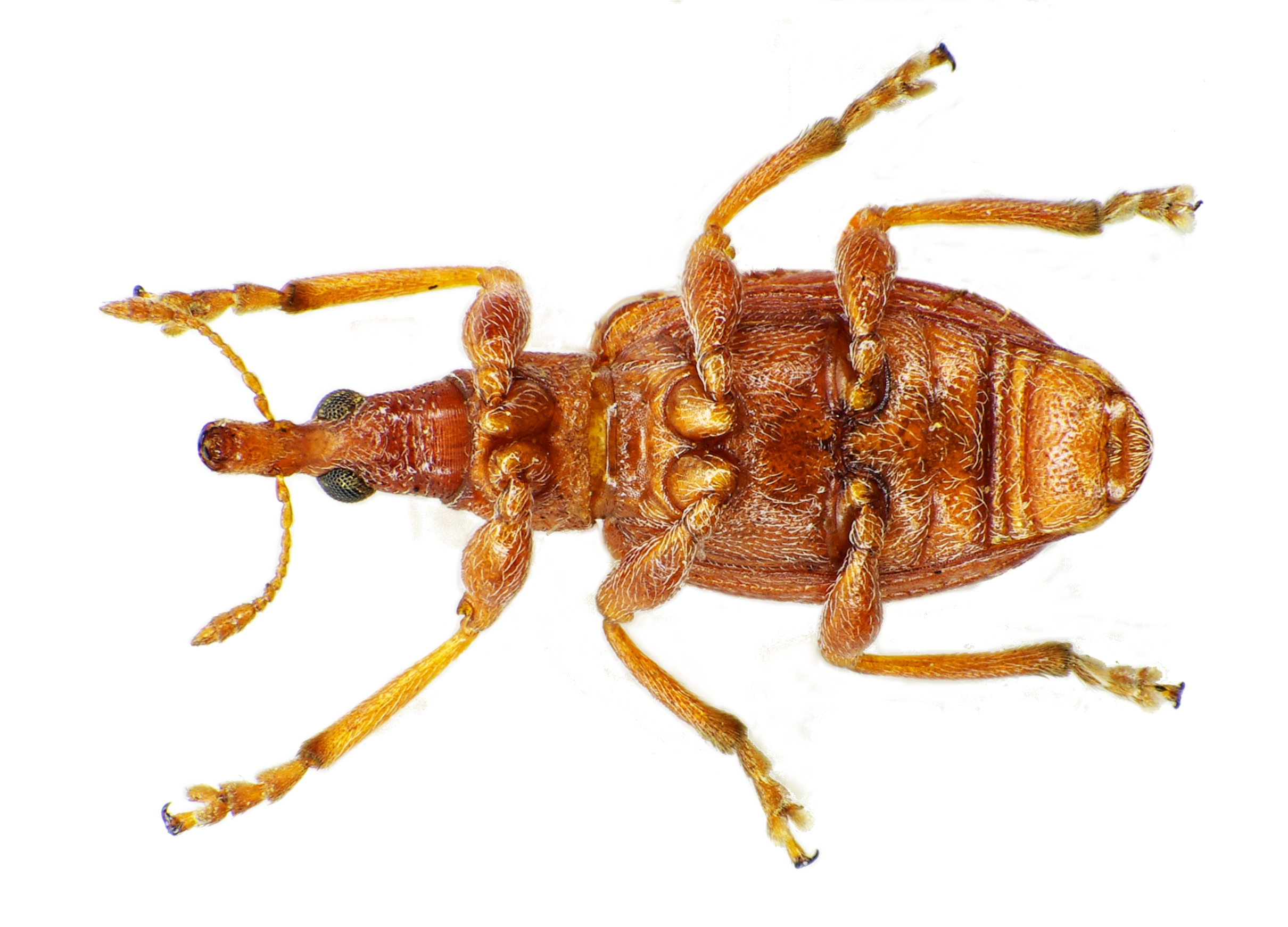